# Zabo (Kiembara)
Pour les articles homonymes, voir Zabo.
Zabo est une commune située dans le département de Kiembara de la province du Sourou au Burkina Faso.